# Олександрівка (Долинська міська громада)
Олекса́ндрівка — село в Україні, у Долинській міській громаді Кропивницького району Кіровоградської області. Населення становить 500 осіб. Колишній центр Олександрівської сільської ради.
Розташоване над річкою Боковенька, у яку впадає Балка Дубровина. За 12 км на схід від центру громади і залізничної станції Долинська.
В Олександрівці діє середня загальноосвітня школа, 5 магазинів, пошта, клуб, дві бібліотеки, медпункт, дитячий садок, споруджений пам'ятник воїнам-визволителям від німецької окупації.

## Історія
Утворилося село на початку XX ст. після злиття населених пунктів Добрянки (заснований у 1756 році) і Наталівки (заснований у 1836 році).
Після більшовицького перевороту українці декілька років боролися за незалежну державу, але внутрішні чвари та непорозуміння призвели до поразки і окупації країни більшовиками. Почалися репресії та свавілля влади «босяків та п'яниць», гоніння на церкву та священнослужителів. Вже в 1921 році в Олександрівці створено сільськогосподарську комуну ім. Шевченка. Господарство мало 554 га земельних угідь. Військовий комунізм призвів до повного занепаду економіки в країні «Рад». Голод 1922-23 р.р. пережили не всі. Більшовикам довелося йти на поступки, ввести НЕП. Селяни отримали власну землю і почали господарювати, але це тривало не довго і вже в 1929 року на базі комуни засновано артіль ім. Шевченка — найстаріше колективне господарство в районі. Селян почали заганяти в колгоспи, відбирати інвентар, землю, худобу тощо. Кращих господарів було знищено або вигнано з власних хат, як «куркулів». Почався занепад села, що призвело до страшного Голодомору в 1932-33 р.р.
За вирощування високих врожаїв зернових культур і розвиток громадського тваринництва в 1939 році колгоспи ім. Шевченка і «Вільний лан», а також члени артілей О. М. Каєнко, І. В. Людкевич, К. С. Майстренко, П. І. Романов були занесені до Почесної книги Всесоюзної сільськогосподарської виставки.
Близько 200 жителів села боролися на фронтах II світової війни, майже половина з них загинула, 95 відзначені бойовими нагородами. Під час тимчасової окупації німецько-нацистські загарбники завдали селу великих збитків: зруйнували школу, клуб, магазин, медпункт, тваринницькі ферми, міст через річку, розстріляли 18 мирних жителів, порубали і знівечили красу степового села — Олександрівський ліс площею 115 га.

## Населення
Згідно з переписом УРСР 1989 року чисельність наявного населення села становила 928 осіб, з яких 419 чоловіків та 509 жінок.
За переписом населення України 2001 року в селі мешкали 794 особи.

### Мова
Розподіл населення за рідною мовою за даними перепису 2001 року:
| Мова       | Відсоток |
| ---------- | -------- |
| українська | 96,86 %  |
| російська  | 2,26 %   |
| білоруська | 0,50 %   |
| молдовська | 0,25 %   |

## Природоохоронна територія
Біля села розташований ботанічний заказник загальнодержавного значення «Гранітний степ».